# Miguel Sáenz Sagaseta de Ilurdoz
Miguel Sáenz Sagaseta de Ilúrdoz (Larraix, el Marroc, 7 d'agost 1932) és un traductor d'autors alemanys, reconegut amb molts premis. Són especialment àmplies les seves traduccions a l'espanyol de Bertolt Brecht, Günter Grass, W. G. Sebald i Thomas Bernhard, de qui també n'ha escrit una biografia. Així mateix ha traduït de l'anglès novel·listes com William Faulkner, Henry Roth i Salman Rushdie.

## Biografia
Fill de militar, va néixer al Protectorat espanyol al Marroc. Durant la seva infància i joventut va viure a Àfrica vint anys (a Tetuan, Tànger, Ifni, Sàhara): el seu ambient per tant, era cert tipus de colonialisme, respectuós en aquest cas, però després va poder reflexionar sobre la dolorosa situació colonial, després de llegir Frantz Fanon, traduir documents del Comitè dels Vint-i-quatre per a l'ONU i seguir el procés de descolonització amb els horrors del poscolonialisme ("he après que no hi ha colonialisme bo, per paternalista que sigui"). L'elecció d'alguns dels seus autors —Rushdie, Özdamar— va estar condicionada per aquesta doble vivència.
Després de concloure estudis superiors, Miguel Sáenz es va doctorar en Dret i, donat que va aprendre l'alemany a la darreria dels anys cinquanta a Mallorca, va decidir llicenciar-se també en filologia alemanya per la Universitat Complutense de Madrid als "quaranta i tants anys", per assessorar millor Jaime Salinas. Va exercir l'advocacia durant bastants anys, i ha arribat a ser general auditor del Cos Jurídic Militar, actualment en la reserva, a més d'haver estat Fiscal de la Sala Cinquena del Tribunal Suprem d'Espanya.
Però, sobretot, Miguel Sáenz va ser traductor de l'anglès per l'Organització de les Nacions Unides, a les seves seus de Nova York, Ginebra i Viena, entre 1965 i 1970, després de demanar una excedència; i en tornar a Madrid va seguir vinculat a l'ONU. A més, ha estat traductor de l'Organització Mundial del Comerç, de l'Organització Panamericana de la Salut, de l'Organització de les Nacions Unides per a l'Agricultura i l'Alimentació i del Fons Internacional de Desenvolupament Agrícola.
D'altra banda, Miguel Sáenz ha exercit com a professor de Teoria de la Traducció a l'Institut Universitari de Llengües Modernes i Traductors i Intèrprets de la Universitat Complutense de Madrid, 1985-1986. Després va abandonar aquest treball per dedicar-se enterament a la literatura i a la traducció, camp en el qual ha donat conferències a Espanya i a l'estranger, recollides en 2013. La seva dona alemanya, Grita Loebsack, ha col·laborat amb ell en gairebé totes les traduccions de Günter Grass.
Amant de les arts i la cultura, i discret agitador cultural, Miguel Sáenz ha col·laborat com a lector d'alguna editorial (Alfaguara, entre d'altres, on Jaime Salinas el va empènyer cap a la seva especialització germànica) i ha estat impulsor personal de petites editorials (Sirmio, per exemple). Ha donat suport, a més, a moltes iniciatives teatrals al llarg de la seva vida, donat el seu interès pel teatre.
Ha traduït al castellà la gairebé totalitat de l'obra de Thomas Bernhard (i sobre qui ha escrit Thomas Bernhard: una biografía) així com el teatre íntegre de Bertolt Brecht; però també a altres autors en llengua alemanya o anglesa, com Mozart (cartes), Gottfried August Bürger, Eduard Mörike, Arthur Schnitzler, Franz Kafka, Joseph Roth, Alfred Döblin, Hermann Broch, Friedrich Dürrenmatt, William Faulkner, Henry Roth, Christa Wolf, Salman Rushdie o W. G. Sebald.
Entre els autors amb els quals ha treballat directament, figura per descomptat Günter Grass, al qui va traduir el discurs de les Lletres Príncep d'Astúries, el 1999. El 1981 va rebre el premi Fra Luis de León per la seva traducció de El turbot, de Günter Grass; i el 1991, el Premi Nacional a l'obra d'un traductor. La seva consagració estrangera va arribar sis anys després, amb la Medalla Goethe (Weimar, 1997), l'Orde del Mèrit de la República Federal d'Alemanya (1997), el Premi Nacional de Traducció d'Àustria (Viena, abril de 1997) i el Premi Aristeion de la Unió Europea (1998).
Des de 1999, és membre de la Deutsche Akademie für Sprache und Dichtung, i llegí el seu discurs, "Cinco minutos", a Darmstadt, 2000. En 2002 va ser nomenat doctor "honoris causa", en traducció i interpretació, per la Universitat de Salamanca. El 22 de novembre de 2012, va ser escollit pel ple de la Reial Acadèmia Espanyola per ocupar la butaca 'b'.

## Obres
- Homenaje a F. K., Planeta, 1975.
- Jazz de hoy, de ahora, Siglo XXI de España Editores, 1971.
- Tú, que naciste austriaca, Barcelona, Marte, 1973, prosa.
- Mensahib, Ayuntamiento de Alcalá de Henares, 1981, cuentos.
- Thomas Bernhard: una biografía, Madrid, Siruela, 1996.
- Egon Schiele: en cuerpo y alma, Editorial de Arte y Ciencia, Fundación Juan March, 2005. ISBN 978-84-89935-55-6
- Traducción. Dieciocho conferencias nada magistrales y dos discursos de circunstancias, Salamanca, Universidad de Salamanca (Moria), 2013.
- Servidumbre y grandeza de la traducción, RAE, 2013.

## Principals traduccions
- Bernhard, Thomas: Corrección, Madrid, Alianza, 1983.
- —: Conversaciones con Thomas Bernhard, 1991) Tusquets, ISBN 978-84-339-0769-1 por Christa Fleischmann.
- –: El carpintero y otros relatos, Alianza, 1993.
- –: El frío : un aislamiento, Barcelona, Anagrama, 1985.
- –: El imitador de voces, Madrid, Alfaguara, 1985.
- –: El italiano, Madrid, Alianza, 2001.
- –: El malogrado, Alfaguara, 1985.
- –: El origen, Barcelona, Anagrama, 1985.
- –: El sobrino de Wittgenstein, Barcelona, Anagrama, 1988.
- –: En las alturas, Anagrama, 1992.
- –: Extinción: un desmoronamiento, Madrid, Alfaguara, 1992.
- –: Helada, Madrid: Alianza, 1985.
- –: Immanuel Kant: El viaje de Kant a América o Papagayo en alta mar, Madrid, Centro Dramática Nacional, 1992.
- —: La Calera, Madrid, Alianza, 1984.
- —: Sí, Anagrama, 1985.
- —: Tala, Madrid, Alianza, 1988.
- —: Trastorno, Alfaguara, 1995.
- —: Un niño, Barcelona, Anagrama, 1987.
- —: Acontecimientos y relatos, Alianza, 1997 ISBN 978-84-206-3291-9
- —: Mis premios, Alianza, 1999 ISBN 978-84-206-8426-0
- —: Relatos, Alianza, 1999 ISBN 978-84-206-4952-8
- —: Ave Virgilio, Edicions 62, 1988 ISBN 978-84-297-2825-5
- —: A paso de cangrejo, Suma de letras, 2004
- —: Maestros antiguos, Alianza, 2010 ISBN 978-84-206-5594-9
- —: El presidente; Los famosos; La paz reina en las cumbres, Hiru, 2005, ISBN 978-84-95786-84-5
- —: Amras, Alianza, 2009 ISBN 978-84-206-4951-1
- —: Así en la tierra como en el infierno; Los locos, los reclusos; Ave Virgilio; Aquel hombre azotado por tempestades, La Uña Rota, 2010 ISBN 978-84-95291-16-5
- —: Goethe se muere, Madrid: Alianza, 2012.
- —: Correspondencia Thomas Bernhard-Siegfried Unseld, Cómplices, 2012
- —: ¿Le gusta ser malvado?', conversación con Peter Hamm, Alianza, 2013.
- Brecht, Bertolt: Teatro completo, Madrid: Alianza, 1987 y ss.
- Broch, Hermann: Autobiografía psíquica, Losada, 2003 ISBN 978-84-932916-5-5
- Bürger, Gottfried August: Las aventuras del barón de Münchausen. Madrid: Alianza, 1982.
- Coover, Robert: La fiesta de Gerald, Barcelona, Anagrama, 1990.
- Dalh, Roald: Agu trot, Madrid, Alfaguara, 1991.
- Döblin, Alfred: Berlín Alexanderplatz, Madrid, Bruguera, 1982.
- Dürrenmatt, Friedrich: Play Strindberg, Madrid, Uña rota, 2007.
- Ende, Michael: La historia interminable, Madrid, Alfaguara, 1983.
- Faulkner, William: Pilón, Madrid: Alfaguara, 2002.
- Grass, Günter: Diario de un caracol, Madrid: Alfaguara, 2001.
- —: El rodaballo, Alfaguara, 1980.
- —: La ratesa, Alfaguara, 1988.
- —: Malos presagios, Alfaguara, 1992.
- —: Hallazgos para no lectores, Galaxia Gutenberg, 2000
- —: La caja de los deseos, Alfaguara, 2009 ISBN 978-84-204-2317-3
- —: Mi siglo, Alfaguara, 1999.
- —: Poemas, Madrid: Visor, 1994.
- —: Es cuento largo Alfaguara, 1999 ISBN 978-84-226-6783-4
- —: Cinco decenios, Alfaguara, 2003 ISBN 978-84-204-6608-8
- —: Pelando la cebolla, Alfaguara, 2008, ISBN 978-84-663-2120-4
- Greenaway, Katye: Libro de juegos, Madrid: Liberarías, 1989.
- Gurganus, Allan: La última viuda de la Confederación lo cuenta todo, Barcelona: Anagrama.
- Handke, Peter: Carta breve para un largo adiós, Madrid: Alianza, 1976.
- —: Los hermosos días de Aranjuez: diálogo estival, Casus-Belli, 2013.
- Kafka, Franz: El castillo, El proceso, El desaparecido, de Obras I, Galaxia Gutenberg, 1997. Han apareecido sueltos en Alianza.
- Kennedy, Richard: Los ojos de Amy, Madrid: Alfaguara, 1989.
- Kleist, Heinrich von: El terremoto de Chile, Atalanta, 2008.
- Moers, Walter: La ciudad de los libros soñadores.
- Mörike, Eduard: Mozart, camino de Praga, Alianza, 1983.
- Mozart, Wolfgang A.: Cartas, Barcelona, Muchnik, 1986.
- Özdamar, Emile Sevgi: El puente del Cuerno de Oro, Alfaguara, 2000.
- —: La vida es un caravasar, Alfaguara, 1994.
- —: Extrañas estrellas.
- Rilke, Rainer, M.: Liese la pelirroja y otros cuentos.
- Roth, Henry: A merced de una corriente salvaje, Alfaguara, 1992.
- —: Llámalo sueño, Alfaguara, 1990.
- Roth, Joseph: El leviatán. Madrid, Siruela, 1992.
- —: El peso falso, Siruela, 1994.
- Rushdie, Salman: El suelo bajo sus pies, Barcelona, Plaza & Janés, 1999.
- —: El último suspiro del moro, Plaza & Janés, 1995.
- —: Hijos de la medioanoche, Madrid, Alfaguara, 1988.
- —: Oriente, occidente, Barcelona, Plaza & Janés, 1997.
- —: Vergüenza, Madrid, Alfaguara, 1985.
- Schneider, Robert: Hermana del sueño, Barcelona: Tusquets, 1994.
- Schnitzler, Arthur: Apuesta al amanecer, Barcelona, El Acantilado, 2000.
- —: El regreso de Casanova, El Acantilado, 2000.
- —: La señorita Else, Barcelona, Sirmio, 1991.
- —: Relato soñado, Barcelona, Sirmio, 1993; El Acantilado, 2012.
- Schopenhauer, Arthur: Fragmentos para la historia de la filosofía, Siruela, 2003 ISBN 978-84-7844-804-3
- Sebald, W. G.: Austerlitz, Barcelona: Anagrama 2002
- —: Historia natural de la destrucción, Anagrama, 2003
- —: Del natural, Anagrama, 2004 ISBN 978-84-339-7052-7
- —: Pútrida patria, Anagrama 2005
- —: Campo Santo, Anagrama 2007
- Richard Wagner, El holandés errante, Madrid, Teatro Real.
- Weiss, Peter: Marat Sade, Madrid, Centro dramático, 1996
- Winkler, Josef: Natura morta, novela corta romana, Galaxia Gutenberg, 2003
- —: Cuando llegue el momento, Galaxia Gutenberg, 2004
- —: Cementerio de las naranjas amargas, Galaxia Gutenberg, 2008 ISBN 978-84-8109-622-4
- Wolf, Christa: Casandra, Alfaguara, 1986
- —: Medea, Debate, 1998 ISBN 978-84-8306-090-2